# Flygtekniska skolan

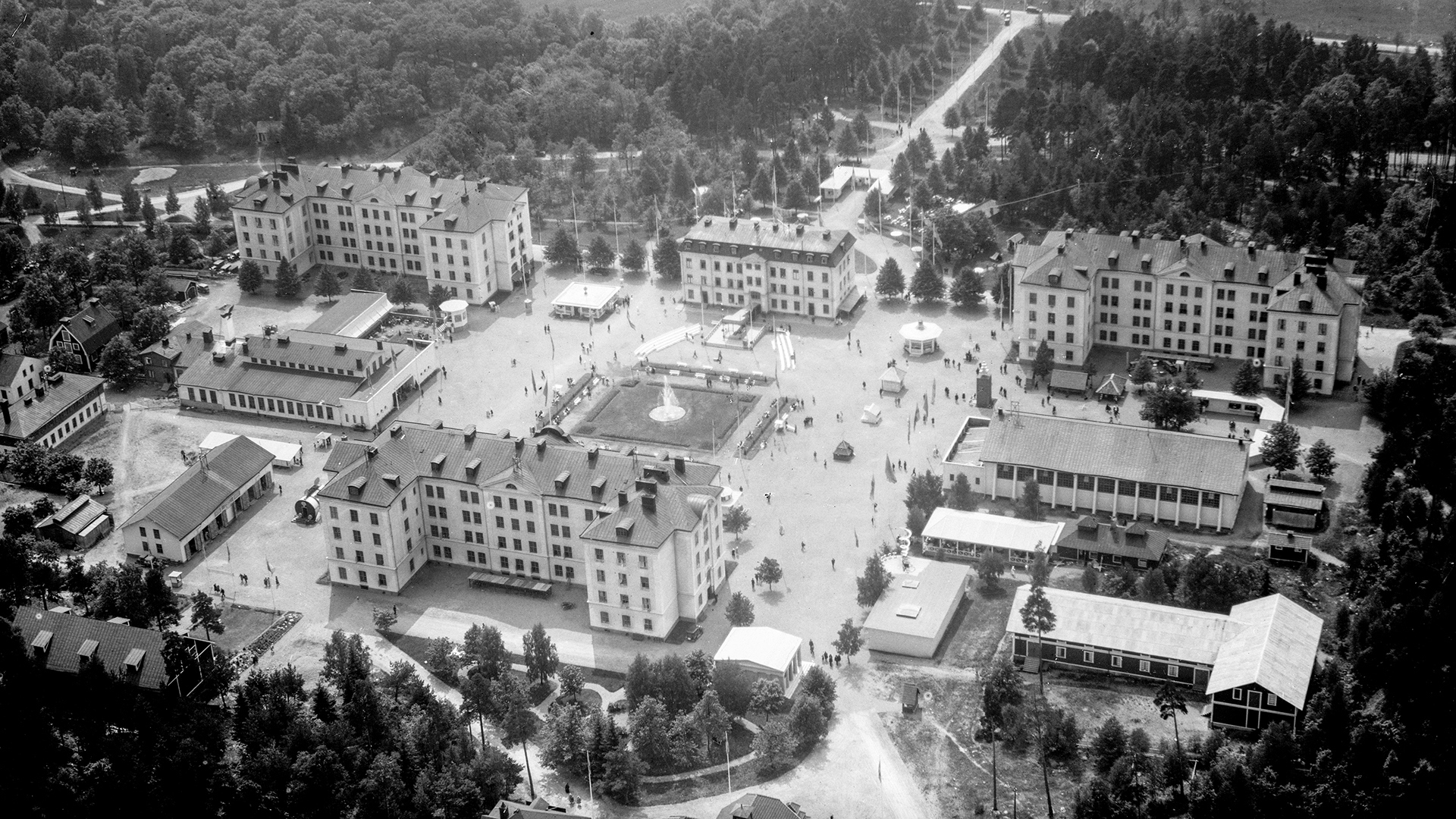
Kasernetablissementet i Västerås, där skolan var förlagd till den andra kasernen vänster om kanslihuset.

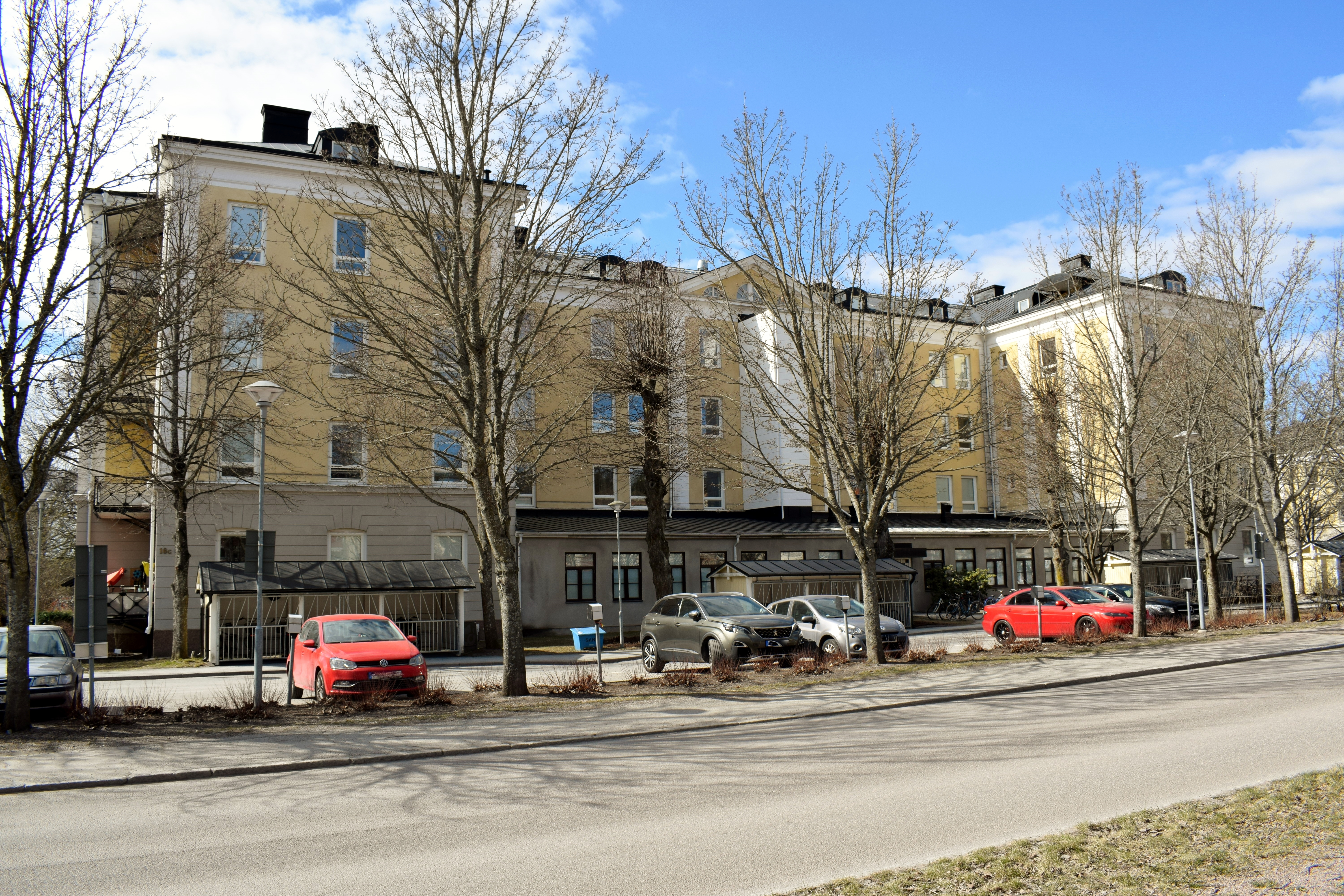
Skolans kasern i Västerås.

Flygtekniska skolan (FTS) var en fack- och funktionsskola för markförbanden inom svenska flygvapnet som verkade i olika former åren 1942–2004. Förbandsledningen var förlagd i Halmstads garnison i Halmstad.

## Historik
Flygtekniska skolan bildades 1942 som Flygvapnets tekniska skola vid dåvarande Flygvapnets centrala skolor (FCS) i Västerås garnison. År 1962 omlokaliserades skolan till Hallands flygkår (F 14) i Halmstad. År 1972 avvecklades Hallands flygkår och Flygvapnets tekniska skola underställdes det nya skolförbandet Flygvapnets Halmstadsskolor (F 14). Den 31 december 1998 avvecklades Flygvapnets Halmstadsskolor och skolan överfördes till Försvarsmaktens Halmstadsskolor, där den namnändrades till Flygtekniska skolan. I samband försvarsbeslutet 2004 upplöstes Försvarsmaktens Halmstadsskolor den 31 december 2004. Vidare kom Flygtekniska skolan att uppgå den 1 januari 2005 i det nybildade förbandet Försvarsmaktens tekniska skola.

## Verksamhet
Flygvapnets tekniska skola hade till uppgift att utbilda flygtekniker samt flygmästare vid flygvapnet.

## Förläggningar och övningsplatser
När skolan bilades 1942 var den förlagd till tredje kasernen vid kasernetablissementet i Viksäng i Västerås. År 1962 omlokaliserades skolan till Halmstad, där den förlades till Hallands flygflottiljs tidigare flottiljområde, där den blev kvar fram till att skolan upphörde 2004.

## Förbandschefer
- 1942–2004: ???

## Namn, beteckning och förläggningsort
| Flygvapnets tekniska skola | 1942-??-?? | – | 1998-12-31 |
| Flygtekniska skolan        | 1999-01-01 | – | 2004-12-31 |

| FTS | 1942-??-?? | – | 2004-12-31 |

| Västerås garnison (F)  | 1942-??-?? | – | 1962-??-?? |
| Halmstads garnison (F) | 1962-??-?? | – | 2004-12-31 |